# Albin Lermusiaux
Albin Georges Lermusiaux (ur. 9 sierpnia 1874 w Noisy-le-Sec, zm. 20 stycznia 1940 w Maisons-Laffitte) – francuski lekkoatleta, a także uczestnik konkurencji strzeleckich podczas igrzysk olimpijskich w 1896.

## Igrzyska w Atenach w 1896
6 kwietnia Lermusiaux wystartował biegu na 800 m, gdzie po wygraniu swojego biegu eliminacyjnego zrezygnował ze startu w finale, który odbył się 9 kwietnia. 7 kwietnia wystartował w biegu na 1500 m, w biegu tym długo prowadził, jednak na ostatnim zakręcie został wyprzedzony przez Australijczyka Flacka i Amerykanina Blake’a, zajmując z czasem 4:36.0 trzecie miejsce. 8 kwietnia wziął udział w konkursie strzelania z karabinu wojskowego, jednak jego wynik nie jest znany, na pewno nie znalazł się wśród 13 najlepszych zawodników. 10 kwietnia wystartował w biegu maratońskim, którego nie ukończył wycofując się po 32 kilometrach.

## Rekordy życiowe
- bieg na 1500 metrów – 4:07.0 (1895)